# Izvorălu de Jos, Mehedinți
Izvorălu de Jos este un sat în comuna Livezile din județul Mehedinți, Oltenia, România.